# Maisonnais-sur-Tardoire
Maisonnais-sur-Tardoire település Franciaországban, Haute-Vienne megyében. Lakosainak száma 376 fő (2022. január 1.). Maisonnais-sur-Tardoire Roussines, Sauvagnac, Busserolles, Champniers-et-Reilhac, Chéronnac, Saint-Mathieu és Les Salles-Lavauguyon községekkel határos.

## Népesség
A település népességének változása:
| Lakosok száma | 414  | 398  | 405  | 390  | 387  | 384  | 382  | 381  | 376  |
|               | 2013 | 2015 | 2016 | 2017 | 2018 | 2019 | 2020 | 2021 | 2022 |